# Jonathan Bepler
Jonathan Bepler (* 1959 in Media, Pennsylvania) ist ein US-amerikanischer Komponist, Gitarrist, Sänger und Installationskünstler.

## Leben
Jonathan Bepler studierte bis 1993 am Bennington College in Bennington/Vermont Komposition bei Louis Calabro, Joel Chadabe und Vivian Fine, Gesang bei Frank Baker und Theodore Uppman und Musikperformance bei Milford Graves, Bill Dixon und Min Tanaka.
Von 1985 bis 1996 war er Gitarrist des Glenn Branca Ensemble, mit dem er drei Tourneen durch Europa, die USA und Asien absolvierte. Daneben entstanden seit 1987 seine ersten Opernkompositionen. Während seiner Studienzeit war er als Choreograph und Sänger an der Aufführung mehrerer Barockopern (u. a. Glucks Orpheo ed Euridice) beteiligt.
Ab 1993 entstanden erste Klanginstallationen (Source to Sound), Schauspiel- und Ballettmusiken. Ab 1996 wirkte er als Komponist an der Filmserie Cremaster-Zyklus von Matthew Barney mit. 1997 war er der Baritonsolist bei der Uraufführung von Burkhard Stangls Oper Der Venusmond auf dem Empire State Building.
Ab 2000 arbeitete er an der Berliner Schaubühne am Lehniner Platz als Komponist u. a. mit Sasha Waltz und Lisa Densem. 2003 entstand in Zusammenarbeit mit John Jasperse für das Festival International de Danse a Cannes das Stück California. 2006 führte das Ensemble Modern am Schauspielhaus Frankfurt sein Fascia (Konzertstück für Orchester, Kinderchor, Opernsolisten und foley artists) auf.

## Installationen
- Automation of Accidental Gestures computergestützte Klanginstallation und Skulpturen von Sue Rees (mit Fred Lomberg-Holm, Jennifer Monson, Hope Clarke, Tom Goralnik, Dan Froot u. a.) u. a. in New York, Miami und Pittsfield, 1992–95
- Source to Sound, Klanginstallation, 1993
- On Balance, Audioinstallation, 2000
- The Order, Soundinstallation zur Cremaster-Zyklus-Ausstellung im Solomon R. Guggenheim Museum, 2003
- Double quartet for: together again for the first time, Video- und Klanginstallation, 2005

## Kompositionen
- Innana, Tanz-Oper (mit Christina Svane), 1987
- The Great Belzoni, Cabaret-Oper, 1990
- Keep Your Hands Off, Kammerstück für Klavier, Saxophon, Cello, Bass, Gitarre und Schlagzeug, 1997
- Primary Orifice für das Glenn Branca Ensemble, 1998
- Ruins, Video-Opernprojekt, 1999
- Transient Symphony: Oratorio for Hillside and Valley, mobiler Soundtrack für die Echigo-Tsumari Art Trienniale, 2003
- The Rape of the Sabine Women, Video-Opernprojekt mit Eve Sussman, 2005
- Gezeiten, Musik zum Tanz-Theaterstück von Sasha Waltz, 2005
- Fascia, Konzertstück für Orchester, Kinderchor, Opernsolisten und foley artists, 2006

## Diskographie
- Masterpieces of Fantasy, 1997
- Cremaster 5, Original Soundtrack Recording, 1998
- Alternative Schubertiade (Anthology), 1999
- Music for Cremaster 2, 1999
- State of the Union (Anthology), 2001
- Music for Cremaster 3, 2002
- Transient Symphony, 2003